# Rolf Saxon
Rolf Saxon (Alexandria, 7 luglio 1955) è un attore statunitense.
Egli è noto per la sua voce in video games, film e spettacoli televisivi.

## Biografia
Nasce a Fort Belvoir, nei pressi di Alexandria. Saxon ha lavorato con l'American Conservatory Theatre, il California Shakespeare Theater, la Berkeley Mime Troupe e con l'Omphalos Street Theatre Company.

### Premiazioni e candidature
Dopo la laurea alla Guildhall School of Music and Drama, a Saxon fu assegnata la medaglia d'oro.
Mentre recitava con la Omphalos Street Theatre Company al Festival di Edimburgo ebbe la candidatura al Fringe First Award.
La critica apprezzò l'interpretazione di Saxon nel ruolo di Victor Franz in The Price, assegnandogli il premio come miglior attore al Manchester Evening News Theatre Awards. Film come Salvate il soldato Ryan e Il domani non muore mai, la serie TV Poirot, di Agatha Christie, e il videogioco The Witcher, cui Saxon ha partecipato, hanno avuto numerose candidature.

### Vita privata
Dalla ex moglie Stella, ha avuto un figlio, Reuben.

## Filmografia

### Cinema
- Cavalli di razza (The Lords of Discipline), regia di Franc Roddam (1983)
- Pantera Rosa - Il mistero Clouseau (Curse of the Pink Panther), regia di Blake Edwards (1983)
- Invitation to the Wedding, regia di Joseph Brooks (1983)
- Orwell 1984 (Nineteen Eighty-Four), regia di Michael Radford (1984)
- Il grande odio (A Time of Destiny), regia di Gregory Nava (1988)
- Joyriders, regia di Aisling Walsh (1988)
- Wild West, regia di David Attwood (1992)
- Mission: Impossible, regia di Brian De Palma (1996)
- Il domani non muore mai (Tomorrow Never Dies), regia di Roger Spottiswoode (1997)
- Salvate il soldato Ryan (Saving Private Ryan), regia di Steven Spielberg (1998)
- Entrapment, regia di Jon Amiel (1999)
- Il libro di Daniele (The Book of Daniel), regia di Anna Zielinski (2013)
- Mission: Impossible - The Final Reckoning, regia di Christopher McQuarrie (2025)

### Televisione
- Il piccolo Lord (Little Lord Fauntleroy), regia di Jack Gold – film TV (1980)
- Capital City – serie TV, 22 episodi (1989-1990)
- Operazione Rembrandt (Night Watch), regia di David Jackson – film TV (1995)

### Doppiatore
- Broken Sword 5: La maledizione del serpente (Broken Sword 5: The Serpent's Curse), videogioco (2013)

## Doppiatori italiani
Nelle versioni in italiano delle opere in cui ha recitato, Rolf Saxon è stato doppiato da:
- Angelo Nicotra in Il piccolo lord
- Manlio De Angelis in Mission: Impossible
- Mario Cordova in Mission: Impossible - The Final Reckoning

Da doppiatore è sostituito da:
- Claudio Beccari e Pino Pirovano in Broken Sword 5 - La maledizione del serpente[3]